# Ozan Tufan
Ozan Tufan (Bursa, Turquía, 23 de marzo de 1995) es un futbolista turco que juega como centrocampista en el Trabzonspor de la Superliga de Turquía.

## Trayectoria

### Bursapor
Debutó como profesional el 9 de agosto de 2012 con 17 años, fue a nivel internacional por la Europa League 2012-13 contra KuPS Kuopio, ingresó al minuto 63 por Hakan Aslantas y al minuto 72 anotó su primer gol, con su tanto cerraron el partido 6 a 0.
El 19 de mayo de 2013 debutó en la máxima categoría, en el último partido de la Superliga de la temporada 2012-13, ingresó al minuto 79 por Okan Deniz y empataron 2 a 2 con Gençlerbirliği. Su primer gol en la Superliga llegó el 7 de diciembre de 2014, fue al minuto 73 contra Kasımpaşa y ganaron 5 a 1.
En la temporada 2014-15 se consolidó en el equipo a pesar de su juventud, disputó 32 partidos en la Superliga, todos como titular, anotó 3 goles y terminaron en sexta posición, no lograron la clasificación a la Europa League debido a la diferencia de goles con Trabzonspor. Además disputó 9 encuentros por la Copa de Turquía, llegaron a la final contra Galatasaray pero perdieron 3 a 2 con un hattrick de Burak Yılmaz. A nivel internacional, disputó dos partidos por Europa League contra Chikhura, empataron 0 a 0 en ambos pero perdieron 4 a 1 por penales y quedaron eliminados. Fue convocado para la selección de Turquía y logró la confianza del entrenador para ser llamado nuevamente.
El 8 de agosto de 2015 disputó los 90 minutos del partido por la Supercopa de Turquía, nuevamente se enfrentó al Galatasaray pero perdieron 1 a 0 con una gran actuación de Fernando Muslera, elegido como el mejor jugador del partido y de la temporada pasada.
El 13 de agosto se concretó su fichaje al Fenerbahçe, uno de los dos equipos más importantes del país.

### Fenerbahçe
Llegó al club turco para la temporada 2015-16, como refuerzo para volver a ganar títulos luego de que en la temporada pasada no cosecharan alguno.

#### Cesiones
El 5 de enero de 2019 el Alanyaspor logró su cesión hasta final de temporada. A su regreso a Estambul permaneció dos años más antes de volver a salir cedido al Watford F. C. en agosto de 2021 por una campaña. Regresó a Turquía en febrero después de cancelarse el préstamo.

### Vuelta a Inglaterra
El 1 de julio de 2022 volvió al fútbol inglés tras haber firmado por tres años con el Hull City A. F. C. Después del segundo de ellos, se marchó a su país para jugar en el Trabzonspor.

## Selección nacional

### Categorías inferiores
Ha sido internacional con la selección de Turquía en las categorías sub-17, sub-18 y sub-19.

#### Participaciones en juveniles
| Competición                               | Sede     | Resultado   | Partidos | Goles |
| ----------------------------------------- | -------- | ----------- | -------- | ----- |
| Campeonato Europeo de la UEFA Sub-19 2013 | Lituania | Fase final  | 3        | 0     |
| Campeonato Europeo de la UEFA Sub-19 2014 | Hungría  | Ronda Élite | 3        | 1     |

### Absoluta
Fue convocado para jugar con la selección de Turquía con 19 años, debutó el 25 de mayo de 2014 en un partido amistoso contra Irlanda, ingresó al minuto 46 por Bilal Kisa y ganaron 2 a 1. Demostró buen nivel y siguió siendo convocado en las siguientes fechas FIFA.
Anotó su primer gol internacional la selección el 3 de septiembre, fue en un partido amistoso contra Dinamarca al minuto 92 y gracias a su tanto ganaron 2 a 1.

#### Participaciones en absoluta
| Competición   | Sede    | Resultado      | Partidos | Goles |
| ------------- | ------- | -------------- | -------- | ----- |
| Eurocopa 2016 | Francia | Fase de grupos | 3        | 0     |
| Eurocopa 2020 | Europa  | Fase de grupos | 3        | 0     |

### Detalles de partidos
| 1  | Irlanda         | 1:2 (0:1) | 25 de mayo de 2014      | Dublín Irlanda            | Amistoso                            | -     | 46' por Bilal Kisa       |
| 2  | Honduras        | 0:2 (0:0) | 29 de mayo de 2014      | Washington Estados Unidos | Amistoso                            | -     | -                        |
| 3  | Estados Unidos  | 1:2 (0:1) | 1 de junio de 2014      | Harrison Estados Unidos   | Amistoso                            | -     | -                        |
| 4  | Dinamarca       | 1:2 (1:0) | 3 de septiembre de 2014 | Odense Dinamarca          | Amistoso                            | 90+2' | 76' por Selçuk İnan      |
| 5  | Islandia        | 3:0 (1:0) | 9 de septiembre de 2014 | Reikiavik Islandia        | Clasificación para la Eurocopa 2016 | -     | 65' por Selçuk İnan      |
| 6  | República Checa | 1:2 (1:1) | 10 de octubre de 2014   | Estambul Turquía          | Clasificación para la Eurocopa 2016 | -     | -                        |
| 7  | Letonia         | 1:1 (0:0) | 13 de octubre de 2014   | Riga Letonia              | Clasificación para la Eurocopa 2016 | -     | -                        |
| 8  | Brasil          | 0:4 (0:3) | 12 de noviembre de 2014 | Estambul Turquía          | Amistoso                            | -     | -                        |
| 9  | Kazajistán      | 3:1 (2:0) | 16 de noviembre de 2014 | Estambul Turquía          | Clasificación para la Eurocopa 2016 | -     | -                        |
| 10 | Países Bajos    | 1:1 (1:0) | 28 de marzo de 2015     | Ámsterdam · Países Bajos  | Clasificación para la Eurocopa 2016 | -     | -                        |
| 11 | Luxemburgo      | 2:1 (1:1) | 31 de marzo de 2015     | Luxemburgo                | Amistoso                            | -     | -                        |
| 12 | Bulgaria        | 4:0 (0:0) | 8 de junio de 2015      | Estambul Turquía          | Amistoso                            | -     | 84' por Muhammet Demir   |
| 13 | Kazajistán      | 0:1 (0:0) | 12 de junio de 2015     | Almaty · Kazajistán       | Clasificación para la Eurocopa 2016 | -     | 64' por Umut Bulut       |
| 14 | Letonia         | 1:1 (0:0) | 3 de septiembre de 2015 | Konya Turquía             | Clasificación para la Eurocopa 2016 | -     | -                        |
| 15 | Países Bajos    | 3:0 (2:0) | 6 de septiembre de 2015 | Konya Turquía             | Clasificación para la Eurocopa 2016 | -     | -                        |
| 16 | República Checa | 0:2 (0:0) | 10 de octubre de 2015   | Praga · República Checa   | Clasificación para la Eurocopa 2016 | -     | -                        |
| 17 | Islandia        | 1:0 (0:0) | 13 de octubre de 2015   | Konya Turquía             | Clasificación para la Eurocopa 2016 | -     | -                        |
| 18 | Catar           | 1:2 (1:0) | 13 de noviembre de 2015 | Doha Catar                | Amistoso                            | -     | -                        |
| 19 | Grecia          | 0:0       | 17 de noviembre de 2015 | Estambul Turquía          | Amistoso                            | -     | 86' por Alper Potuk      |
| 20 | Suecia          | 2:1 (1:0) | 24 de abril de 2016     | Antalya Turquía           | Amistoso                            | -     | 90+4' por Caglar Söyüncü |
| 21 | Austria         | 1:2 (1:1) | 29 de abril de 2016     | Viena · Austria           | Amistoso                            | -     | -                        |
| 22 | Inglaterra      | 2:1 (1:1) | 22 de mayo de 2016      | Mánchester Inglaterra     | Amistoso                            | -     | 87' por Mevlüt Erdinç    |
| 23 | Montenegro      | 1:0 (0:0) | 29 de mayo de 2016      | Antalya Turquía           | Amistoso                            | -     | 83' por Alper Potuk      |
| 24 | Eslovenia       | 0:1 (0:1) | 5 de junio de 2016      | Liubliana Eslovenia       | Amistoso                            | -     | -                        |
| 25 | Croacia         | 0:1 (0:1) | 12 de junio de 2016     | París Francia             | Fase de grupos Eurocopa 2016        | -     | -                        |
| 26 | España          | 3:0 (2:0) | 17 de junio de 2016     | Niza Francia              | Fase de grupos Eurocopa 2016        | -     | -                        |
| 27 | República Checa | 0:2 (0:1) | 21 de junio de 2016     | Lens Francia              | Fase de grupos Eurocopa 2016        | 65'   | -                        |

## Estadísticas
Actualizado al 30 de mayo de 2025.
| Club | Div.          | Temporada     | Liga  | Liga  | Copas nacionales(1) | Copas nacionales(1) | Torneos internacionales(2) | Torneos internacionales(2) | Total | Total |
| Club | Div.          | Temporada     | Part. | Goles | Part.               | Goles               | Part.                      | Goles                      | Part. | Goles |
| --- | ------------- | ------------- | ----- | ----- | ------------------- | ------------------- | -------------------------- | -------------------------- | ----- | ----- |
| Bursaspor Turquía | 1.ª           | 2012-13       | 1     | 0     | 4                   | 0                   | 1                          | 1                          | 6     | 1     |
| Bursaspor Turquía | 1.ª           | 2013-14       | 8     | 0     | 5                   | 0                   | 0                          | 0                          | 13    | 0     |
| Bursaspor Turquía | 1.ª           | 2014-15       | 32    | 3     | 12                  | 0                   | 2                          | 0                          | 46    | 3     |
| Bursaspor Turquía | 1.ª           | 2015-16       | 0     | 0     | 1                   | 0                   | ―                          | ―                          | 1     | 0     |
| Bursaspor Turquía | Total club    | Total club    | 41    | 3     | 22                  | 0                   | 3                          | 1                          | 66    | 4     |
| Fenerbahçe S. K. Turquía | 1.ª           | 2015-16       | 26    | 0     | 10                  | 0                   | 9                          | 1                          | 45    | 1     |
| Fenerbahçe S. K. Turquía | 1.ª           | 2016-17       | 22    | 3     | 10                  | 2                   | 7                          | 0                          | 39    | 5     |
| Fenerbahçe S. K. Turquía | 1.ª           | 2017-18       | 9     | 3     | 1                   | 0                   | 4                          | 0                          | 14    | 3     |
| Fenerbahçe S. K. Turquía | 1.ª           | 2018-19       | 0     | 0     | 0                   | 0                   | 0                          | 0                          | 0     | 0     |
| Alanyaspor Turquía | 1.ª           | 2018-19       | 17    | 0     | 2                   | 0                   | ―                          | ―                          | 19    | 0     |
| Alanyaspor Turquía | Total club    | Total club    | 17    | 0     | 2                   | 0                   | 0                          | 0                          | 19    | 0     |
| Fenerbahçe S. K. Turquía | 1.ª           | 2019-20       | 33    | 6     | 1                   | 0                   | ―                          | ―                          | 34    | 6     |
| Fenerbahçe S. K. Turquía | 1.ª           | 2020-21       | 37    | 6     | 4                   | 0                   | ―                          | ―                          | 41    | 6     |
| Fenerbahçe S. K. Turquía | 1.ª           | 2021-22       | 1     | 0     | ―                   | ―                   | ―                          | ―                          | 1     | 0     |
| Watford F. C. Inglaterra | 1.ª           | 2021-22       | 7     | 0     | 2                   | 0                   | ―                          | ―                          | 9     | 0     |
| Watford F. C. Inglaterra | Total club    | Total club    | 7     | 0     | 2                   | 0                   | 0                          | 0                          | 9     | 0     |
| Fenerbahçe S. K. Turquía | 1.ª           | 2021-22       | 5     | 0     | 1                   | 0                   | 2                          | 0                          | 8     | 0     |
| Fenerbahçe S. K. Turquía | Total club    | Total club    | 133   | 18    | 27                  | 2                   | 22                         | 1                          | 182   | 21    |
| Hull City A. F. C. Inglaterra | 2.ª           | 2022-23       | 42    | 8     | 2                   | 0                   | ―                          | ―                          | 44    | 8     |
| Hull City A. F. C. Inglaterra | 2.ª           | 2023-24       | 37    | 10    | 3                   | 0                   | ―                          | ―                          | 40    | 10    |
| Hull City A. F. C. Inglaterra | Total club    | Total club    | 79    | 18    | 5                   | 0                   | 0                          | 0                          | 84    | 18    |
| Trabzonspor Turquía | 1.ª           | 2024-25       | 30    | 4     | 5                   | 1                   | 6                          | 0                          | 41    | 5     |
| Trabzonspor Turquía | Total club    | Total club    | 30    | 4     | 5                   | 1                   | 6                          | 0                          | 41    | 5     |
| Total carrera | Total carrera | Total carrera | 307   | 43    | 63                  | 3                   | 31                         | 2                          | 401   | 48    |
| (1)Incluidos los datos la Copa de Turquía (2012-13, 2013-14, 2014-15, 2015-16) y la Supercopa de Turquía (2015/16) (2)Incluidos los datos la Liga Europa de la UEFA (2012-13, 2014-15, 2015-16, 2016-17) y la Liga de Campeones de la UEFA (2016-17) |               |               |       |       |                     |                     |                            |                            |       |       |